# Holkar
La dynastie Holkar commence avec Malhar Rao qui rejoint le service du Peshwa en 1721 et qui atteint rapidement le rang de Subedar. Lui et ses descendants dirigent l'Indaur (plus connu sous le nom d'Indore) en Inde, en tant que rajas marathe puis maharajas. L'Indaur est membre indépendant de l'Empire marathe jusqu'en 1818 puis État princier sous protectorat de l'Inde britannique avec une salve de 19 coups de canons jusqu'à l'indépendance de l'Inde.
La dynastie Holkar, l'une des plus prestigieuses dynasties indiennes, associe traditionnellement son nom à sa titulature royale, à la différence des autres dynasties du sous-continent, soit Maharaja Holkar ou Holkar Maharaja. Le titre officiel est « Maharajadhiraj Raj Rajeshwar Sawai Shri (nom) Holkar Bahadur, Maharaja of Indore, with the colonial style of His Highness » (« Maharajadhiraj Raj Rajeshwar Sawai Shri (nom) Holkar Bahadur, Maharaja d'Indore, avec le prédicat de Son Altesse »).

## Mise en place de la monarchie Holkar
Malharrao Holkar (en) (né en 1694, mort en 1766), issu de la caste pastoraliste Dhangar, établit le règne de sa famille sur l'Indore lors des guerres opposant les Marathes aux Moghols et aux Afghans. Il commande les armées du Maratha dans la région de Malwa dans les années 1720 et il reçoit en 1733 du Peshwa 9 parghanas dans les alentours d'Indore. La ville d'Indore avait déjà existé en tant que principauté indépendante établie Nandlal Mandloi de Kampel (en), sanctionnée par l'ordre impérial Mughal du 3 mars 1716. C'est Nandlal Mandloi qui donne l'accès aux Marathes à la région et leur permet de s'installer près de la rivière Khan. Malhar Rao établit un camp, plus tard appelé Malharganj, seulement en 1734. En 1747, il commence la construction de son palais royal, le Rajwada (en). À sa mort, il dirigeait la plus grande partie du Malwa et était considéré comme un des cinq gouvernants virtuellement indépendant de l'Empire marathe.

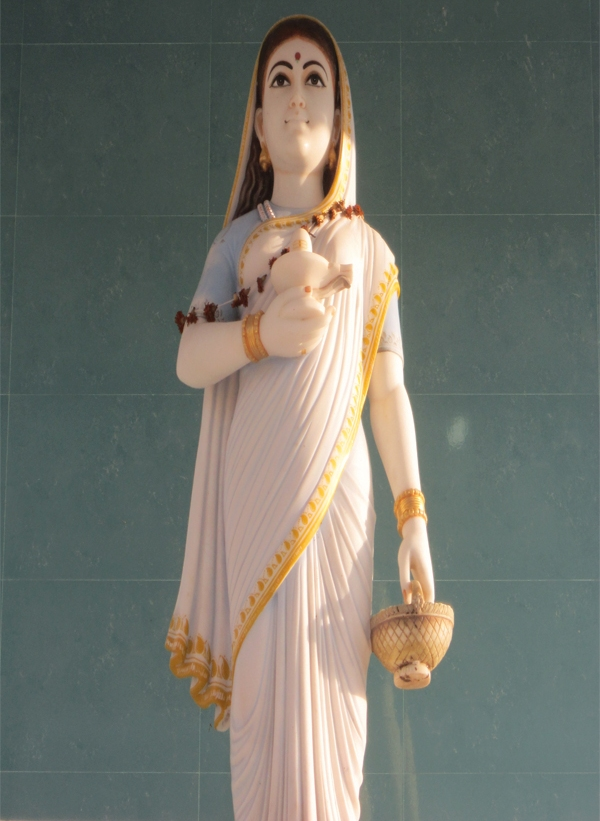
Statue d'Ahilyabai Holkar dans le temple Datta

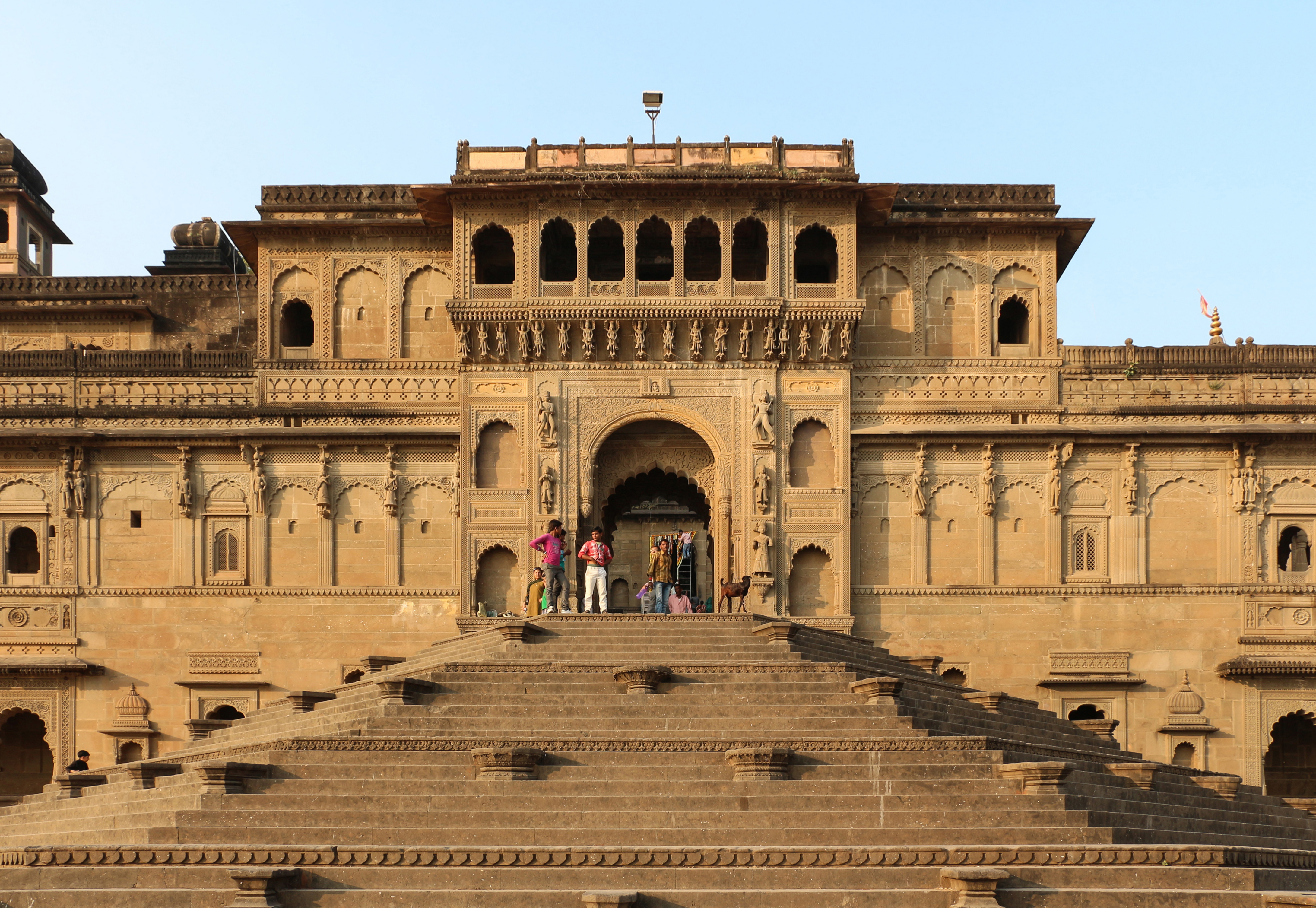
Forteresse de Maheshwar

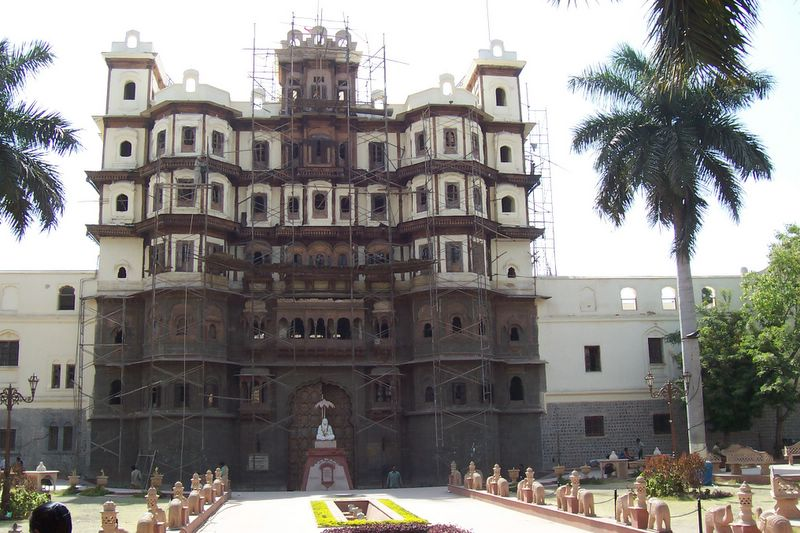
Le, palais royal de la dynastie Holkar, Indore.

Sa belle-fille Ahilyabai Holkar lui succède (règne de 1767 à 1795). Elle est née dans le village de Chaundi au Maharashtra. Elle déplace la capitale à Maheshwar, au Sud d'Indore sur les rives de la Narmadâ. Rani Ahilyabai a été une grande constructrice et protectrice de nombreux temples hindous. Elle a également fait construire des temples sur des sites sacrés en dehors du royaume, de Dwarka à l'est de Gujarat jusqu'au Temple de Kashi Vishwanath à Varanasi sur les rives du Gange.
Le fils adopté de MalharRao Haolkar, Tukojirao Holkar succède brièvement (règne de 1795 à 1797) à Rani Ahilyabai à la mort de celle-ci. Les Holkars ne s'installe à Indore qu'en 1818 - un siècle après qu'Indore ait été fondée par les Mandlois.